# Taira no Koremori
Taira no Koremori (平 維盛, 1160-1184) foi um dos comandantes do Clã Taira  nas Guerras Genpei do Período Heian da história japonesa.

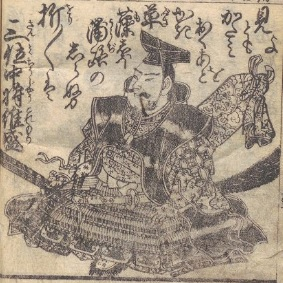
Taira no Koremori em 1844.

Koremori era o filho mais velho de Taira no Shigemori e neto de Taira no Kiyomori 
Em contraste com seu pai Shigemori, que era um bravo guerreiro, Koremori cresceu para ser um jovem nobre que amava poesia e música.
Ele foi derrotado na Batalha de Fujikawa em 1180. Entre abril e maio de 1183 Koremori invade Echizen e consegue derrotar Minamoto no Yoshinaka e conquistar uma série de fortalezas no Passo Kurikara, conseguindo algum apoio na província. Mas esse sucesso não foi duradouro houve uma nova escaramuça com Yoshinaka na Província de Etchū  e depois da maior batalha com o grosso das forças Taira onde Koremori perdeu novamente, nas encostas da montanha Tonamiyama essa batalha ficou conhecida como Batalha de Kurikara. Em 1184,  fugiu da Batalha de Yashima , afirma-se que cometeu suicídio.